# یودو دونو
یودو-دونو (به ژاپنی: 淀殿 Yodo-dono)، چاچا (به ژاپنی: 茶々) (ژوئن ۴، ۱۶۱۵ – ۱۵۶۹) از شخصیت‌های برجستهٔ اواخر دوره سن‌گوکو بود. وی همسر سوکوشیتسو (غیراصلی) تویوتومی هیده‌یوشی بود که قدرتمندترین مرد در ژاپن به‌شمار می‌آمد. وی همچنین مادر پسر و جانشین هیده‌یوشی، تویوتومی هیده‌یوری بود. او پس از مرگ شوهرش سر خود را تراشید و یک راهبهٔ بودایی تبدیل شد. مادر او اوایچی خواهر کوچکتر اودا نوبوناگا بود.

## مرگ پدر و برادر
در سال ۱۵۷۰، پدر چاچا، آزای ناگاماسا، اتحاد خود را با اودا نوبوناگا شکست، و دوره سه ساله جنگ تا سال ۱۵۷۳ ادامه داشت که ارتش نوبوناگا، ناگاماسا را در قلعه اودانی محاصره کرد. با این حال نوبوناگا خواستار بازگشت امن خواهرش، اوایچی شد. چاچا به همراه مادر و دو خواهرش قلعه تحت محاصره را ترک کردند. قلعه اودانی سپس سقوط کرد، و ناگاماسا و مانپوکومارو، تنها برادر چاچا در طی سقوط قلعه کشته شدند.

## مرگ مادر و پدرخوانده
مرگ نوبوناگا در سال ۱۵۸۲ باعث خصومت‌های آشکار بین شیباتا کاتسوایه و تویوتومی هیده‌یوشی بر سر موضوع جانشینی شد. خواهر کوچکتر نوبوناگا، اوایچی پس از مرگ برادرش به ازدواج شیباتا کاتسوایه درآمد. نیروهای کاتسوایه در نبرد شیزوگاتاکه شکست خوردند و وی مجبور به عقب‌نشینی به قلعه کیتانوشو شد. وقتی ارتش هیده‌یوشی این قلعه را محاصره کرد، کاتسوایه قلعه را به آتش کشید. کاتسوایه و همسرش اوایچی دست به هاراکیری زدند.
با این حال، اوایچی قبل از درگذشتش، سه فرزند دخترش، چاچا، اوایو و اوهاتسو را تحت مراقبت و محافظت هیده‌یوشی درآورد. چاچا در شعر واکا مهارت داشت و به عنوان بالاترین شاهزاده خانم خاندان آزای شناخته می‌شد. او با خواهران و سایر نزدیکانش به خوبی رفتار می‌کرد.

## ازدواج با هیده‌یوشی
در سال ۱۵۸۸ به همسری هیده‌یوشی درآمد و در همان سال نیز باردار شد. تویوتومی هیده‌یوشی، که هنوز پسری نداشت، بسیار خوشحال شد. برادر کوچکتر هیده‌یوشی، تویوتومی هیده‌ناگا در مارس ۱۵۸۹ قلعه یودو را بازسازی کرد. پس از این بارداری، هیده‌یوشی قلعه یودو را به چاچا داد. گفته می‌شود که همسر اول و اصلی هیده‌یوشی، بنام اونه که فرزندی نداشت، حتی تصور برخورداری از چنین امتیازی را نیز نداشت؛ و بدین ترتیب چاچا بسیاری از امتیازات را از هیده‌یوشی به ارث برد. وی دو پسر از هیده‌یوشی داشت، تویوتومی تسوروماتسو (تولد ۱۵۸۹)، که در کودکی درگذشت، و تویوتومی هیده‌یوری، متولد ۱۵۹۳، که جانشین تعیین شده هیده‌یوشی شد.
در سال ۱۵۹۴، خانواده هیده‌یوشی به قلعه فوشیمی نقل مکان کردند، اما درگذشت هیده‌یوشی در سال ۱۵۹۸ منجر به فاجعه در خاندان تویوتومی شد. در نتیجه، خاندان تویوتومی بسیاری از تأثیر و اهمیت خود را از دست داد. چاچا معبد یوگن-این (養 源 院) را به یاد پدرش آزای ناگاماسا و مادرش اوایچی بنیان نهاد. چاچا سپس به همراه پسرش هیده‌یوری به قلعه اوساکا نقل مکان کرد. او به عنوان سرپرست هیده‌یوری در سیاست مداخله می‌کرد و قلعه اوساکا را اداره می‌کرد؛ تا اینکه در سال ۱۶۱۵ در محاصره قلعه اوساکا به همراه پسرش هیده یوری کشته شد. 

## ارتباط با اونو هاروناگا
اونو هاروناگا برادرشیری چاچا بود، وجود رابطه نامشروع بین این دو از زمان حیات آنان وجود داشت؛ بنابر این نظریه در خاطرات تامون این یا کتاب کونگ هانگ (محقق کره‌ای) ذکر شده که هیده‌یوشی پدر واقعی تویوتومی هیده‌یوری نبوده، بلکه در اصل اونو هاروناگا پدر فرزندان چاچا بوده‌است.

## خانواده
- پدر: آزای ناگاماسا
- مادر: اوایچی
- مادرخوانده: کودای این
- همسر: تویوتومی هیده‌یوشی (وی همچنین پدرخوانده وی بود)
- پسران:
  - تویوتومی تسوروماتسو (۱۵۸۹–۱۵۹۱)
  - تویوتومی هیده‌یوری
- دخترخوانده:
  - تویوتومی ساداکو (۱۵۹۲–۱۶۵۸)، دختر اوایو (خواهر چاچا) بعدها ساداکو با کوجو یوکی‌ایه ازدواج کرد.